# Bernard Caïazzo
Pour les articles homonymes, voir Caiazzo (homonymie).
 (juillet 2023).
Si vous disposez d'ouvrages ou d'articles de référence ou si vous connaissez des sites web de qualité traitant du thème abordé ici, merci de compléter l'article en donnant les références utiles à sa vérifiabilité et en les liant à la section « Notes et références ».
 (janvier 2022).
 (janvier 2022).
Bernard Caïazzo, né le 15 janvier 1954 à Alger (Algérie française), et résidant à Dubai, est un homme d'affaires français et un dirigeant de football. Il est l'ancien co-président de l'AS Saint-Étienne avec Roland Romeyer.

## Biographie

### Jeunesse et parcours professionnel
Né le 15 janvier 1954 à Alger, il est le fils d'Armand Caïazzo, originaire d’Italie, navigateur de métier, et d'Incarnation Berenguer, d’origine espagnole, dont la famille a fui le franquisme pour s’installer en France. Venu à Paris à l’âge de 20 ans pour étudier à l’ESSEC, Bernard Caïazzo crée en 1974 la première Junior-Entreprise de France, Junior Essec, avec Jean-Pierre Scotti, lui aussi étudiant à l’Essec. Très jeune, il se confronte au monde du travail.  
Au terme de ses études, il part à New York où il apprend les métiers du marketing. Il fonde la société Phone Marketing en 1980, toujours avec Jean-Pierre Scotti, devenant ainsi l’un des premiers, en Europe, à miser sur le secteur des centres d'appel. 
Considéré comme une référence dans son domaine, il donne des conférences en Europe et aux États-Unis et initie de nombreuses entreprises aux techniques des centres d'appel, dont Peugeot, BNP, IBM, Xerox, Mercedes, Canal+, France Telecom, Apple, Air-France, ou le Club Med. 
Il participe ainsi au lancement de Canal + en 1984 en y installant le service client. 
En 1989, Phone marketing devient le numéro un français du Tele-marketing, avec plus de mille salariés. L’année suivante, Bernard Caïazzo cède Phone marketing au groupe américain Convergys pour l’équivalent de plus de 25 M€ qui lui impose une clause de non-concurrence sur trois ans. 
En 1994, il se fixe un nouvel objectif : le développement de Call Center Alliance (CCA), dont l'activité de centres d'appel va créer plus de 8 000 emplois sur 14 sites en Europe. En 2001, la start-up est cotée en Bourse, et son chiffre d’affaires, en sept ans, atteint 100 M€. 
« Les centres d'appels sont au télémarketing ce que la communication est à la publicité », remarque Bernard Caïazzo dans l'un des trois livres qu'il a écrit sur le sujet.
Il abandonne la Direction de CCA en 2004, tout en restant président du conseil de surveillance. Il vend une partie de ses parts fin 2005, disposant alors de 45,63 % du Capital et finit par vendre CCA en 2008 à la banque Lazard, préférant se consacrer exclusivement à ses activités au sein du football professionnel.

## Carrière

### Créateur des premières loges dans les stades
Bernard Caïazzo est le précurseur d’innovations dans l’univers du sport. En 1983, il conçoit le système des loges dont les premières apparaissent au Parc des Princes puis dans plusieurs autres stades (Nantes, Bordeaux, Strasbourg). En 1986, il les généralise à l’occasion des rencontres de l'équipe de France, grâce à un partenariat avec Michel Platini et la Fédération Française de Football.
Avec le numéro 10 des Bleus, il acquiert le magazine Mondial, en association avec Michel Denisot, Charles Bietry et Robert Paparemborde, magazine qui sera ensuite vendu à Canal+. 
En 1992 dans le cadre de la société BCA, Bernard Caïazzo achète à Bernard Tapie, président de l’Olympique de Marseille, la concession publicitaire et marketing du club pour trois saisons ce qui lui permettra de vivre de l’intérieur la victoire de l’OM en Ligue des Champions en 1993. Il sera le seul patron d’Agence de marketing sportif en France à connaître cette aventure et cette expérience avec son client l’Olympique de Marseille.
À la suite de l'affaire OM-VA, il met un terme à cet engagement qui le conduit à des pertes de plusieurs millions d'euros. Bernard Tapie lui propose de reprendre la présidence de l'OM pour récupérer les pertes de BCA. Mais, après avoir analysé la situation Bernard Caïazzo décline cette offre. Si médiatiquement, il est présenté comme le président de l’OM pendant une semaine, il ne l’a jamais été juridiquement malgré sa relation affective avec Bernard Tapie. 

### La vie en Vert
Au printemps 2003, Bernard Caïazzo fait une offre de reprise au propriétaire de l’AS Saint-Étienne, Alain Bompard, que celui-ci refuse. Puis en novembre 2003, alors que l’ASSE se trouve en grande difficulté sur le plan financier, Alain Bompard accepte l’aide de Bernard Caïazzo qui, le 18 décembre 2003, entre officiellement dans le capital du club en s'associant avec Jean-Claude Perrin et Thomas Schmider pour acquérir la majorité (52 %) d'Exodia, la holding de la SASP ASSE Loire. L’investissement est de 10 M€ : 5 millions pour le rachat des actions de Bompard et Associés et 5 millions pour renflouer les caisses du club afin d’honorer les salaires du personnel et de régler les charges du club.
Le vendredi 4 juin 2004, élu à l'unanimité par le conseil d'administration de la SASP ASSE Loire, Bernard Caïazzo devient le 17e président de l'ASSE en remplacement de Thomas Schmider, qui lui a cédé ses actions. Le mercredi 28 juillet 2004, il rachète les parts de Jean-Claude Perrin, en conflit avec la mairie de Saint-Étienne, et devient le seul maître à bord. Il recherche néanmoins un partenaire actif qu’il trouve en la personne de Roland Romeyer, chef d’entreprise local, auquel il vend la moitié des actions au prix payé en Ligue 2 alors que le club vient d’accéder à la Ligue 1. 
En 2006, Bernard Caiazzo est co-président avec Roland Romeyer. Romeyer devient président du directoire et Caïazzo, du conseil de surveillance du club stéphanois.
Ils déclarent tous les deux partager les mêmes valeurs : « labeur, humilité, respect de la tradition » et élaborent un projet de développement. 
En 2008, ils décident de prendre de la hauteur et laissent la responsabilité de la conduite opérationnelle du club à Vincent Tong Cuong, directeur général, et à Damien Comolli, directeur sportif, qui confient à Alain Perrin les rênes de l’équipe professionnelle. Cependant, en janvier 2010, les mauvais résultats sportifs et la gestion déficiente du tandem de direction conduisent Bernard Caïazzo, qui devient Président du Conseil de Surveillance, à demander à Roland Romeyer de reprendre la direction exécutive du club. En effet, la loi interdit à tout membre d’un Conseil de surveillance de participer aux décisions d’un club et même de donner la moindre instruction à un employé du club ou de décider du recrutement. 
La nouvelle organisation de l’AS Saint-Étienne s’articule autour de Roland Romeyer responsable de la gestion et du domaine sportif au quotidien, et de Bernard Caïazzo, chargé des relations avec les instances du football et les partenaires extérieurs. Dominique Rocheteau rejoint le club en juin 2010 en qualité de vice-président chargé du sportif. Avec Christophe Galtier, promu entraîneur en décembre 2009, Dominique Rocheteau et Roland Romeyer, Bernard Caïazzo dispose d'un trio équilibré, qui élabore un plan de développement à trois ans avec pour objectif que l'ASSE devienne un club régulier du top 5 français.
En 2013, le club et ses supporteurs trouvent une première grande récompense avec un succès en finale de la Coupe de la Ligue (ASSE-Stade Rennais : 1-0) au Stade de France où plus de 30 000 Stéphanois prennent place, formant une immense marée verte dans les tribunes. C’est le premier trophée remporté par l’AS Saint-Étienne depuis le titre de champion de France 1981. 
Le 20 décembre 2013, le club inaugure dans l’enceinte du stade Geoffroy Guichard le Musée des Verts, qui marque sa volonté de mettre en valeur son patrimoine historique et sportif et d’honorer ses anciens joueurs. 
Le projet de développement, qui fixe pour objectif une qualification européenne trois saisons sur cinq, repose sur un stade rénové de 42 000 places financé par Saint-Étienne Métropole, sur un centre d’entraînement moderne à L’Étrat, sur une équipe compétitive en Ligue 1 mais aussi sur des valeurs de partage, de communauté et de travail à tous les niveaux du club. 
Avec Christophe Galtier, auquel la direction du club accorde tous les pouvoirs sportifs, l’ASSE parvient à se qualifier en Ligue Europa pendant quatre saisons consécutives, de 2013 à 2016.
A l’occasion des réceptions de l’Inter Milan (6 novembre 2014), de la Lazio Rome (10 décembre 2015) ou de Manchester United (22 février 2017), le public de Geoffroy Guichard, à nouveau touché par « la fièvre verte », retrouve les ambiances européennes des années 70. Ce retour sur la scène internationale s’accompagne aussi de succès de prestige comme celui obtenu au stade de Gerland (1-0) lors du 100e derby face à Lyon (7e journée de Ligue 1, le 25 septembre 2010) ou la première victoire depuis 20 ans à Geoffroy-Guichard contre ce même Olympique Lyonnais, battu 3-0 (27e journée de Ligue 1, le 30 novembre 2014).
Pendant trois saisons consécutives Christophe Galtier qualifie l’ASSE pour l’Europe mais son départ ne sera jamais vraiment compensé, ni par Óscar García, Julien Sablé, Ghislain Printant ou Claude Puel et malgré un renouveau sous l'ère Jean-Louis Gasset, et le club à partir de 2019 va connaître un fort déclin. 
En 2021 Bernard Caiazzo et Roland Romeyer décident de confier la Direction de l’ASSE à Jean-François Soucasse, secondé par Loïc Perrin et Samuel Rustem. A presque 80 ans, Roland Romeyer reste tapi dans l'ombre, validant toutes les décisions. Le club ne survivra pas en Ligue 1 à un tel degré d'amateurisme. Caiazzo, lui, n'a plus mis les pieds à Saint-Étienne depuis plus de deux ans.

### Président du syndicat des clubs pros
Parallèlement à ses activités auprès de l’ASSE, Bernard Caïazzo poursuit son engagement au sein du football français. Vice-Président de l'Union des Clubs Professionnels de Football, vice-président de la Ligue de football professionnel et membre de son conseil d'administration en 2006, il devient Président du Collège de Ligue 1 en 2008.
En 2012, il est réélu pour la deuxième fois au Conseil d’Administration de la LFP pour un mandat de quatre ans. Cette même année, il est l'initiateur des États Généraux du football professionnel qui, le 22 mars 2012, réunissent 250 personnalités au Stade de France.
Il exerce une certaine influence dans les instances et s’affirme comme l’un des artisans de l'élection de Noël Le Graët à la présidence de la Fédération française de football. 
Le 1er septembre 2015, en rupture avec l’UCPF, dix-neuf clubs de Ligue 1 et de Ligue 2 (Angers SCO, AS Monaco, AS Saint-Étienne, ESTAC Troyes, Girondins de Bordeaux, FC Lorient, FC Nantes, Gazelec Ajaccio, Lille LOSC, Montpellier Hérault, Olympique Lyonnais, Olympique de Marseille, OGC Nice, Paris Saint-Germain, SC Bastia, Stade Malherbe Caen, Stade de Reims, Stade Rennais, Toulouse Football Club) créent un nouveau syndicat : Première Ligue. Lors de son assemblée générale constitutive, Bernard Caïazzo est élu président à l’unanimité des participants. Il est assisté de quatre vice-présidents : MM. Jean-Michel Aulas, Nasser Al-Khelaïfi, Jean-Louis Triaud et Saïd Chabane. 
Moderniser la gouvernance du football professionnel, promouvoir une démarche entrepreneuriale, trouver des ressources nouvelles, constituent les principaux objectifs de Première Ligue, dont les clubs adhérents représentent 92 % du chiffre d’affaires opérationnel du football professionnel.
Sous l’impulsion de Bernard Caïazzo, Première Ligue multiplie les initiatives et organise, les 28 et 29 juin 2016 à Cannes, la première Convention du Football Professionnel qui rassemble 400 décideurs. « Dans un secteur d’activités qui possède une dimension médiatique et professionnelle aussi forte, il devenait urgent d’échanger nos savoir-faire, de partager nos compétences, de transmettre nos expériences et d’imaginer notre avenir commun », souligne Bernard Caïazzo dans son message d’ouverture, avant l’organisation de plusieurs conférences, d’une remise de trophées et d’un dîner de gala, retransmis par Canal+. La Convention devient un rendez-vous annuel dans le calendrier du football français, qui donne l’occasion au président de Première Ligue d’accueillir des représentants des principales ligues professionnelles, européennes (Premier League, Liga, Bundesliga) ou internationales (MLS), mais aussi des institutions (UEFA, ECA).
Sous la présidence de Bernard Caïazzo, Première Ligue fait connaître, en 2017, ses 15 propositions pour le développement du football professionnel auprès des candidats à l’élection du Président de la République. 
Avec le concours d’autres présidents de clubs, Bernard Caïazzo contribue enfin au changement de gouvernance à la direction de la Ligue du Football Professionnel en assurant l’élection à sa tête de Vincent Labrune, le 10 septembre 2020. Administrateur de la Ligue le plus ancien avec treize ans de présence depuis 2008, Bernard Caïazzo aura collaboré avec plus de soixante-dix présidents de clubs sur cette période. 
Face à des concurrents fortunés comme le Paris Saint-Germain, l’AS Monaco, l’Olympique Lyonnais ou l’Olympique de Marseille, auxquels il faut ajouter le LOSC, le Stade Rennais, l’OGC Nice et les Girondins de Bordeaux, l’AS Saint-Étienne, 5e au classement sportif en moyenne entre 2010 et 2019, n’occupe que le huitième rang au classement des budgets. Durant cette période, il est le seul club de Ligue 1 à ne jamais avoir connu le moindre déficit. Tout en déplorant un mouvement général qui donne la part belle aux clubs riches et qui érode l’intérêt sportif des compétitions, Bernard Caïazzo, en plein accord avec Roland Romeyer, se donne pour mission la recherche d’un investisseur susceptible d’apporter des fonds supplémentaires à l’ASSE. 
Le mandat exclusif de cession de l’ASSE est confié au spécialiste KPMG. Plusieurs investisseurs sont approchés mais la crise sanitaire freine les candidats.
Face à la Covid qui frappe le monde entier à partir de mars 2020, Bernard Caïazzo déclare l’union sacrée mais, comme l’ensemble des présidents de clubs, il subit la décision du Premier ministre, M. Édouard Philippe, qui décide de l’arrêt complet des championnats professionnels… pendant que les autres championnats européens décident de reprendre. 
Pour faire face à ce handicap considérable, Bernard Caïazzo organise des séances de travail avec ses collègues présidents et milite pour la réunification des syndicats de clubs, Première Ligue et l’UCPF, et propose le nom de Foot Unis pour réunir l’ensemble des quarante clubs professionnels français. 
Après six ans de travail à la tête de Première Ligue, il laisse la présidence du nouveau syndicat à son ami Laurent Nicollin Président du Montpellier-Hérault Sport Club.
Tout en étant réélu au Conseil d’administration de la LFP, Bernard Caïazzo déclare souhaiter se consacrer à d’autres projets, sur le plan international en particulier .

### À la base de la création d’une association mondiale de clubs et d’entreprises nouvelles
En 2020 Bernard Caïazzo crée une association mondiale regroupant une vingtaine de clubs des six continents. On y retrouve par exemple, Victoria Melbourne (Australie), Kawasaki (Japon), Toluca (Mexique), l'International de Medellin (Colombie), Estudiantes (Argentine), Associação Chapecoense (Brésil), Revolution de la Nouvelle-Angleterre (États-Unis), Wolfsbourg (Allemagne), AZ Alkmaar (Pays-Bas), Krasnodar (Russie), Villarreal (Espagne) Bode Glimt (Norvège) mais encore le Standard de Liège (Belgique), AEK Athènes (Grèce), le club indien Jamshedpur ou le club péruvien Cienciano .
Dénommée Global Football Alliance, auquel participe l’AS Saint-Étienne, cette association vise à multiplier les contacts avec les clubs du monde entier, à fédérer leur énergie, et à s’inscrire dans une démarche incontournable du football moderne : son internationalisation.
Elle concerne tous les domaines : sportif, mercatique, numérique, communication, RSE ou protection de l’environnement. La seule règle édictée est de ne compter qu’un club par région du monde afin de conserver une dimension humaine, avec une vingtaine de membres seulement. 
En 2020, Bernard Caïazzo crée la société Green International dont l’objectif est de promouvoir des valeurs d'environnement et de développement durable. Très préoccupé par la situation écologique inquiétante sur la planète, il milite pour la Verte Attitude qui vise à accorder la priorité à la protection de l’environnement, comme l’une des valeurs fondamentales d’un club de football.
En 2021, il crée à Dubaï une autre entreprise World Corporate Event pour favoriser la participation d’entreprises mondiales à de grands événements comme la Coupe du monde 2022 au Qatar (21 novembre au 18 décembre).
En 2022, Bernard Caiazzo a pour objectif de créer une nouvelle société afin d’aider les jeunes français à développer des start-ups lorsque l’ASSE sera vendue : il consacrera le produit de la vente à cette mission de vie.